# Tjåberget
Tjåberget este o arie protejată (arie specială de conservare — SAC, sit de importanță comunitară — SCI) din Suedia întinsă pe o suprafață de 1.933,3 ha, integral pe uscat.

## Localizare
Centrul sitului Tjåberget este situat la coordonatele 61°25′05″N 14°30′19″E / 61.418°N 14.5053°E.

## Înființare
Situl Tjåberget a fost declarat sit de importanță comunitară în mai 2001 pentru a proteja 1 specie de plante și 2 specii de animale. Situl a fost protejat și ca arie specială de conservare în martie 2011.

## Biodiversitate
Situată în ecoregiunea boreală, aria protejată conține 12 habitate naturale: Taiga vestică, Pante stâncoase silicioase cu vegetație casmofită, Lacuri și iazuri distrofice naturale, Păduri aluvionare cu Alnus glutinosa și Fraxinus excelsior (Alno-Padion, Alnion incanae, Salicion albae), Izvoare fino-scandinave și mlaștini produse de izvoare bogate în minerale, Mlaștini turboase de tranziție și turbării mișcătoare, Cursuri de apă de la nivel de câmpie la nivel montan, cu vegetație Ranunculion fluitantis și Callitricho-Batrachion, Pajiști alpine și boreale, Păduri de conifere pe eskere fluvioglaciare sau legate la acestea, Turbării Aapa, Ape oligotrofe din câmpii nisipoase, cu un conținut foarte redus de minerale (Littorelletalia uniflorae), Mlaștini împădurite.
La baza desemnării sitului se află mai multe specii protejate:
- plante (1): Cynodontium suecicum
- mamifere (2): lupul (Canis lupus), râs eurasiatic (Lynx lynx)